# Harsányi Levente
Harsányi Levente (Budapest, 1970. március 21. –) magyar műsorvezető, énekes.

## Életpályája
1996–97-ben az Aszfaltbetyár című műsort vezette a TV3-nál. Szintén a TV3-nál 1997-ben ő volt a műsorvezetője a Zenefon című műsornak. 1998-ban, a Rádió 1-ben debütált különleges, egyedi ötletekkel ellátott műsorával, a Telefonbetyárral (2001-ig). Közben kommunikáció szakon lediplomázott a BMI-ben. 2000-2002 között ő vezette a Luxor szerencsejáték műsort a Magyar Televíziónál. 2001-2003 között a Roxy Rádióban volt egy reggeli műsora. 2003-2004-ben ő volt a műsorvezetője a Dalnokok ligájának. 2003-2005 között reggeli műsort vezetett a Radio Deejay-ben. 2005-ben a Vásott kölykök című műsorban szerepelt. Gundel Takács Gábor, Dévényi Tibor, Korda György és Szulák Andrea mellett ő is műsorvezetője volt a Csináljuk a fesztivált! című zenés show-műsornak.
2008-ban az Eurovíziós Dalfesztivál magyar nemzeti döntőjének a műsorvezetője volt Novodomszky Évával. 2006 és 2012. február 3. között a Rádió 1-nél volt reggeli műsora, a Kukori, Hudák Anita, Peller Mariann és Hepi Endre társaságában.
2012. március 7-től 2013. február végéig a Music FM reggeli Önindító című műsorát vezette Hajdu Steve és Pordán Petra mellett.
2013-ban ő volt az egyik műsorvezetője a Legenda című zenés show-műsornak az M1-en.
2014-ben Rátonyi Krisztina mellett ő volt az egyik műsorvezető A Dal backstage-ében, az M1 eurovíziós dalválasztó műsorában. 2015-ben egyedül vezette a backstage-et, illetve a verseny kísérőműsorát, A Dal+-t, míg 2016-ban és 2017-ben Tatár Csilla műsorvezetőtársa lett a már Dunán futó műsorban.
2016 óta ő a zöld csapatkapitánya a Duna Magyarország, szeretlek! című műsorában. 2016. május 30-tól 2021. november 3-ig a Petőfi Rádió Talpra Magyar című reggeli műsorának az egyik műsorvezetője volt. Szintén 2016-ban az évben a Duna nyári magazinműsorának, a Balatoni nyárnak az egyik műsorvezetője lett. A 2016-os labdarúgó-Európa-bajnokság alatt állandó vendége az M4 Sport Jöttünk, láttunk, visszanéznénk! című műsorának.
Rátonyi Krisztinával ő vezette a 2016-os Petőfi Zenei Díjátadó gálát a VOLT Fesztiválon, amit az M2 Petőfi TV közvetített, illetve a Magyarország szépe – Miss World Hungary szépségversenynek is ő volt az egyik műsorvezetője, amit Tatár Csillával vezetett a Duna nemzeti főadón. Évek óta a SzerencseSzombat egyik állandó műsorvezetője. 2022. január 17. óta a   Sportrádiónál a Sport Reggel egyik műsorvezetője volt Risztov Éva mellett. Majd a Sportrádió megszűnése után a Nemzeti Sportrádióban 2024. június 14-től jelenleg is újra a Sport Reggel egyik műsorvezetője Risztov Éva mellett.

## Filmjei
- Barátok közt (1999)
- Gimi (2012)
- Keresztanyu (2022)

## Díjai
- Legjobb rádiós műsorvezető (2001, 2002)
- Regionális Prima díj (magyar sajtó kategória, 2016)